# Борин, Сергей Николаевич
Серге́й Никола́евич Борин (14 октября 1973, Ижевск, Удмуртская ССР, РСФСР, СССР — 13 июля 1993) — пограничник 12-й пограничной заставы Московского пограничного отряда Группы российских пограничных войск в Республике Таджикистан, Герой Российской Федерации.

## Биография
Родился 14 октября 1973 года в Ижевске. Русский.
Окончил 8 классов средней школы № 20 в г. Ижевск и СПТУ № 9 в Ижевске. Трудился токарем на Ижевском механическом заводе.
В декабре 1991 года призван на срочную службу в Пограничные войска. Служил в Московском пограничном отряде Группы российских пограничных войск в Таджикистане.
В это время в республике шла гражданская война, и через границы постоянно проникали душманы, оказывающие поддержку исламистам в Таджикистане.

## Подвиг
Рано утром 13 июля 1993 года пограничники, входящие в состав пограничного наряда 12-й погранзаставы, обнаружили скрытно приближающихся к заставе боевиков и вступили с ними в бой.
После первых выстрелов с окрестных гор по заставе был открыт мощный огонь. Позднее установлено, что заставу обстреливали 2 установки реактивных снарядов, 2 миномёта, 12 крупнокалиберных пулемётов ДШК, свыше 30 гранатомётов, в бою принимали участие более 250 душманов.
Со стороны Московского погранотряда в бою участвовали 45 пограничников и 3 военнослужащих 201-й мотострелковой дивизии.
Пулемётчик Сергей Борин, заняв выгодную позицию, расстреливал душманов пулемётным огнём с расстояния в несколько десятков метров. Трижды он был ранен разрывами мин и гранат.
Выжившие участники боя вспоминали, что одним из разрывов гранат Сергея подбросило в воздух и перевернуло, однако, после удара о землю, он продолжил вести огонь.
В бою погибло 25 российских военнослужащих, 22 из них — пограничники.
За мужество и героизм, проявленные при исполнении воинского долга, Сергею присвоено Звание Героя Российской Федерации Указом Президента России № 1050 от 19 июля 1993 года (посмертно).

## Память
Похоронен в Ижевске. Имя Героя в 2003 году присвоено учреждению начального профессионального образования «Механический лицей № 9» Ижевска. На здании лицея установлена мемориальная доска.
Постановлением Администрации города Ижевска от 29 августа 2002 года № 393 улица Голубая посёлка Шунды города Ижевска переименована в улицу Пограничника Сергея Борина.
Приказом Министра безопасности РФ № 413 от 1 ноября 1993 года 12-й заставе Московского пограничного отряда присвоено имя 25 Героев, она именуется «12-я пограничная застава имени 25 Героев».
Именем Героя названо муниципальное бюджетное образовательное учреждение дополнительного образования «Кадетский Пограничный Центр „Граница“ имени Героя России Сергея Борина» (МБОУ ДО КПЦ «Граница») в городе Ижевск.